# 新川通 (川崎市)
新川通（しんかわどおり）は、神奈川県川崎市川崎区の町名である。住居表示に関する法律に基づく住居表示が実施されているが、丁目は設けられていない。面積は502394.18m2。

## 地理
川崎区の北西部に位置し、北は宮前町、東は境町、南は県道扇町川崎停車場線（新川通り）を挟んで貝塚1・2丁目、西は国道15号（第一京浜国道）を挟んで東田町に隣接する。新川通りと第一京浜とが交わる新川橋交差点に総合新川橋病院、町の東部には川崎市立川崎病院があり、新川通り沿いには商店が並ぶ。

### 交通
JR川崎駅および京急川崎駅が最寄りとなり、JR川崎駅から町内にある市立川崎病院までは徒歩15分ほど。同区間には平日に限り、川崎鶴見臨港バス・川崎市バスによる直通のワンコインバスが運行されている。このほか、町域にかかる新川通りの「貝塚」バス停には川崎駅から大師・水江町・鋼管循環・三井埠頭（扇町）・日清製粉（大川町）などの臨港バスが停車することから、川崎駅との間は高頻度に運行されている。

## 歴史
かつてこの周辺は多摩川と鶴見川の氾濫を受けやすい低湿地の水田地帯で、しばしば水腐れを生じた。幕府は1650年（慶安3年）に、伊奈忠治に命じ矢向から小土呂、大島村を通り東京湾に注ぐ悪水路を開削させた。この水路は寛保年間には新川堀と呼ばれるようになった。1922年（大正11年）、小土呂町字古屋敷耕地および砂子町字古屋敷耕地から新川通の町名が設けられたその名が示す通り、古屋敷と通称される屋敷があったが、旧家の言い伝えは残されていない。1924年（大正13年）6月に神奈川県橘樹郡川崎町、同年7月には川崎市が新設されたことにより、川崎市の町名となる。
1933年（昭和8年）、新川堀は暗渠化され幅約10mの舗装された幹線道路となり、川崎駅から臨海部の工業地帯へ労働者や原材料を輸送する役割を果たす。かつて新川堀に架かっていた小土呂橋、新川橋、さつき橋（皐橋）は交差点名にその名をとどめる。このうち、新川通の町域に位置するのは新川通りと第一京浜とが交わる新川橋交差点である。
1936年には市立川崎病院が開院した。1964年には町域の変更で一部を東田町に編入。1972年（昭和47年）4月1日には川崎市が政令指定都市に移行したことにより、川崎市川崎区新川通となる。同年には榎町の一部を新川通に編入するとともに、8月1日に住居表示が実施された。
新川通に対し、かつては古川通の地名も存在した。多摩川の古い流域に由来し、現在の駅前本町・小川町・日進町に相当し、1964年の区画整理で川崎駅近くの線路沿いに細長い町域を残すのみであったが、1992年7月に日進町に編入され、町名としては消滅した。

## 世帯数と人口
2025年（令和7年）6月30日現在（川崎市発表）の世帯数と人口は以下の通りである。
| 町丁   | 世帯数  | 人口    |
| ------ | ------- | ------- |
| 新川通 | 934世帯 | 1,366人 |

### 人口の変遷
国勢調査による人口の推移。
| 年                 | 人口  |
| ------------------ | ----- |
| 1995年（平成7年）  | 1,032 |
| 2000年（平成12年） | 1,189 |
| 2005年（平成17年） | 1,158 |
| 2010年（平成22年） | 1,163 |
| 2015年（平成27年） | 1,266 |
| 2020年（令和2年）  | 1,177 |

### 世帯数の変遷
国勢調査による世帯数の推移。
| 年                 | 世帯数 |
| ------------------ | ------ |
| 1995年（平成7年）  | 463    |
| 2000年（平成12年） | 526    |
| 2005年（平成17年） | 564    |
| 2010年（平成22年） | 633    |
| 2015年（平成27年） | 681    |
| 2020年（令和2年）  | 698    |

## 学区
市立小・中学校に通う場合、学区は以下の通りとなる（2025年1月時点）。
| 番・番地等 | 小学校             | 中学校               |
| ---------- | ------------------ | -------------------- |
| 全域       | 川崎市立宮前小学校 | 川崎市立富士見中学校 |

## 事業所
2021年（令和3年）現在の経済センサス調査による事業所数と従業員数は以下の通りである。
| 町丁   | 事業所数 | 従業員数 |
| ------ | -------- | -------- |
| 新川通 | 87事業所 | 2,722人  |

### 事業者数の変遷
経済センサスによる事業所数の推移。
| 年                 | 事業者数 |
| ------------------ | -------- |
| 2016年（平成28年） | 93       |
| 2021年（令和3年）  | 87       |

### 従業員数の変遷
経済センサスによる従業員数の推移。
| 年                 | 従業員数 |
| ------------------ | -------- |
| 2016年（平成28年） | 1,363    |
| 2021年（令和3年）  | 2,722    |

## その他

### 日本郵便
- 郵便番号 : 210-0013[3]（集配局 : 川崎港郵便局[23]）

### 警察
町内の警察の管轄区域は以下の通りである。
| 番・番地等 | 警察署     | 交番・駐在所 |
| ---------- | ---------- | ------------ |
| 全域       | 川崎警察署 | 南町交番     |